# ديل ريو
ديل ريو (بالإنجليزية: Del Rio, Texas)‏ هي مدينة تقع في مقاطعة فال فيرد، تكساس بولاية تكساس في شمال شرق الولايات المتحدة. تبلغ مساحة هذه المدينة 52.3 (كم²)، وترتفع عن سطح البحر م، بلغ عدد سكانها 35591 نسمة في عام 2010 حسب إحصاء مكتب تعداد الولايات المتحدة .

## التركيبة السكانية
حدّد مكتب تعداد الولايات المتحدة بيانات التركيبة السكانية لديل ريو في تعداد الولايات المتحدة. في ما يلي، التركيبة السكانية حسب تعدادي 2000 و2010.

### تعداد عام 2000
بلغ عدد سكان ديل ريو 33,867 نسمة بحسب تعداد عام 2000، وبلغ عدد الأسر 10,778 أسرة وعدد العائلات 8,513 عائلة مقيمة في المدينة. في حين سجلت الكثافة السكانية 637.6 نسمة لكل كيلومتر مربع (1,651.4/ميل2). وبلغ عدد الوحدات السكنية 11,895 وحدة بمتوسط كثافة قدره 223.9 لكل كيلومتر مربع (579.9/ميل2).
وتوزع التركيب العرقي للمدينة بنسبة 77.08% من البيض و1.21% من الأمريكيين الأفارقة و0.70% من الأمريكيين الأصليين و0.49% من الأمريكيين ذوي الأصول الآسيوية و0.06% من سكان جزر المحيط الهادئ و17.79% من الأعراق الأخرى و2.68% من عرقين مختلطين أو أكثر و81.04% من الهسبانيون أو اللاتينيون من أي عرق.
بلغ عدد الأسر 10,778 أسرة كانت نسبة 49% منها لديها أطفال تحت سن الثامنة عشر تعيش معهم، وبلغت نسبة الأزواج القاطنين مع بعضهم البعض 59.3% من أصل المجموع الكلي للأسر، ونسبة 15.8% من الأسر كان لديها معيلات من الإناث دون وجود شريك،  بينما كانت نسبة 3.9% من الأسر لديها معيلون من الذكور دون وجود شريكة وكانت نسبة 21% من غير العائلات. تألفت نسبة 18.7% من أصل جميع الأسر من عدة أفراد يعيشون في نفس المنزل ونسبة 8.4% كانت تتألف من شخص يعيش بمفرده يبلغ من العمر 65 عاماً أو أكثر. وبلغ متوسط حجم الأسرة المعيشية 3.09، أما متوسط حجم العائلات فبلغ 3.56.
بلغ العمر الوسطي للسكان 31.7 عاماً. وكانت نسبة 31.7% من القاطنين تحت سن الثامنة عشر، وكانت نسبة 8.5% بين الثامنة عشر والرابعة والعشرين عاماً، ونسبة 27.1% كانت واقعةً في الفئة العمرية ما بين الخامسة والعشرين والرابعة والأربعين عاماً، ونسبة 20% كانت ما بين الخامسة والأربعين والرابعة والستين، ونسبة 11.1% كانت ضمن فئة الخامسة والستين عاماً فما فوق. يوجد لكل 100 أنثى 92.7 ذكر، ويوجد لكل 100 أنثى في الثامنة عشر من عمرها فما فوق 87.7 ذكر.
بلغ متوسط دخل الأسرة في المدينة 27,387 دولارًا، أما متوسط دخل العائلة فبلغ 30,788 دولارًا. وكان متوسط دخل الذكور 27,255 دولارًا مقابل 17,460 دولارًا للإناث. وسجل دخل الفرد الخاص بالمدينة 12,199 دولارًا. وكانت نسبة 22.9% من العائلات ونسبة 27% من السكان تحت خط الفقر، وكان من هؤلاء نسبة 36.1% تحت سن الثامنة عشر ونسبة 26.4% في الخامسة والستين من العمر وما فوق.

### تعداد عام 2010
بلغ عدد سكان ديل ريو 35,591 نسمة بحسب تعداد عام 2010، وبلغ عدد الأسر 11,599 أسرة وعدد العائلات 8,685 عائلة مقيمة في المدينة. في حين سجلت الكثافة السكانية 670 نسمة لكل كيلومتر مربع (1,735.3/ميل2). وبلغ عدد الوحدات السكنية 12,958 وحدة بمتوسط كثافة قدره 243.9 لكل كيلومتر مربع (631.7/ميل2).
وتوزع التركيب العرقي للمدينة بنسبة 84.64% من البيض و1.48% من الأمريكيين الأفارقة و0.50% من الأمريكيين الأصليين و0.48% من الأمريكيين ذوي الأصول الآسيوية و0.10% من سكان جزر المحيط الهادئ و10.74% من الأعراق الأخرى و2.05% من عرقين مختلطين أو أكثر و84.09% من الهسبانيون أو اللاتينيون من أي عرق.
بلغ عدد الأسر 11,599 أسرة كانت نسبة 43.7% منها لديها أطفال تحت سن الثامنة عشر تعيش معهم، وبلغت نسبة الأزواج القاطنين مع بعضهم البعض 52% من أصل المجموع الكلي للأسر، ونسبة 17.8% من الأسر كان لديها معيلات من الإناث دون وجود شريك،  بينما كانت نسبة 5.1% من الأسر لديها معيلون من الذكور دون وجود شريكة وكانت نسبة 25.1% من غير العائلات. تألفت نسبة 22% من أصل جميع الأسر من عدة أفراد يعيشون في نفس المنزل ونسبة 9.1% كانت تتألف من شخص يعيش بمفرده يبلغ من العمر 65 عاماً أو أكثر. وبلغ متوسط حجم الأسرة المعيشية 2.95، أما متوسط حجم العائلات فبلغ 3.49.
بلغ العمر الوسطي للسكان 33.4 عاماً. وكانت نسبة 29.4% من القاطنين تحت سن الثامنة عشر، وكانت نسبة 9.6% بين الثامنة عشر والرابعة والعشرين عاماً، ونسبة 26.2% كانت واقعةً في الفئة العمرية ما بين الخامسة والعشرين والرابعة والأربعين عاماً، ونسبة 21.7% كانت ما بين الخامسة والأربعين والرابعة والستين، ونسبة 13.2% كانت ضمن فئة الخامسة والستين عاماً فما فوق. وتوزع التركيب الجنسي للسكان بنسبة 49.7% ذكور و50.3% إناث.

## أعلام
- بوب غروبر
- تارا كونينغهام
- لانس بلانكس
- باتريس فيشر
- كوري جيمس

## وصلات خارجية
- CityOfDelRio.com
- The US50 - Cities and Towns in Texas State